# Các Quốc gia Đình chiến
Các Quốc gia Đình chiến (tiếng Ả Rập: الإمارات المتصالحة, đã Latinh hoá: Al-Imārāt al-Mutaṣāliḥa; tiếng Anh: Trucial States), còn được gọi là Bờ Biển Đình chiến (tiếng Ả Rập: الساحل المتصالح, chuyển tự Al-Sāḥil al-Mutaṣāliḥ; tiếng Anh: Trucial Coast), Các Lãnh thổ Hồi giáo Đình chiến (tiếng Ả Rập: المشيخة المتصالحة, chuyển tự Al-Mashīkhat al-Mutaṣāliḥa; tiếng Anh: Trucial Sheikhdoms) hay Oman Đình chiến (tiếng Anh: Trucial Oman) là tên chính phủ Anh đặt cho một nhóm liên minh bộ lạc hồi giáo ở phía đông nam Bán đảo Ả Rập đã ký hiệp ước bảo hộ và đình chiến với Vương quốc Anh giữa năm 1820 và 1892.
Tổn tại đến năm 1971 dưới danh nghĩa một xứ bảo hộ không chính thức của Đế quốc Anh, sáu lãnh địa của Các Quốc gia Đình chiến gồm Dubai, Abu Dhabi, Sharjah, Ajman, Umm Al Quwain and Fujairah tuyên bố độc lập vào ngày 1 tháng 12 năm 1971 và thành lập Các Tiểu vương quốc Ả Rập Thống nhất (UAE). Lãnh địa thứ bảy là Ras Al Khaimah gia nhập vào ngày 10 tháng 2 năm 1972.